# Ватажок
«Ватажок» — анімаційний фільм 1978 року Творчого об'єднання художньої мультиплікації студії Київнаукфільм, режисер — Костянтин Чикін.

## Над мультфільмом працювали
- Автори  сценарію: - Юліан
- Режисер: Константин Чикін
- Художник-постановник: Генріх Уманський
- Композитор: Борис Буєвський
- Монтажер: Юна Срібницька
- Озвучували: Давид Бабаєв, Борис Вознюк, Олександр Мовчан, Василь Лановий